# Boutavent
Boutavent era una comuna francesa que estaba situada en el departamento de Oise, de la región de Alta Francia que el 1 de enero de 2019 pasó a formar parte de la comuna nueva de Formerie como comuna delegada.

## Historia
Fue creada en 1834 por segregación de terrenos pertenecientes a la comuna de Bouvresse.

## Demografía
| Gráfica de evolución demográfica de Boutavent entre 1836 y 2016 |
|                                                                 |

Los datos demográficos contemplados en este gráfico de la comuna de Boutavent se han cogido de 1836 a 1999 de la página francesa EHESS/Cassini, y los demás datos de la página del INSEE.